# Републиканска гвардия (Сирия)
Вижте пояснителната страница за други значения на Гвардия.
Републиканската гвардия (на арабски: الحرس الجمهوري) е елитен род войски във Въоръжените сили на Сирия.
С размер е на дивизия, личният ѝ състав наброява 25 000 души. Предназначена за защита на столицата Дамаск от всякакви външни заплахи.
Организационно се състои от 6 бригади, командир на бригада е Махер Асад, който е брат на президента Башар Асад.

## Състав
- 101 бригада
- 102 бригада
- 103 бригада
- 104 бригада
- 105 бригада
- 106 бригада